# اورنبورگ
شهر اورنبورگ (به روسی: Оренбург) در کشور روسیه و در اوبلاست ارنبورگ واقع شده‌است.